# Talitay
Talitay  (Bayan ng Talitay) är en kommun i Filippinerna. Kommunen ligger på ön Mindanao, och tillhör provinsen Maguindanao. Folkmängden uppgår till 17 026 invånare.
Talitay är indelat i 13 barangayer.